# Sarah Bray
Sarah Bray (nom real Monique Wersant) és una cantant de Luxemburg, nascuda el 9 de setembre de 1966.
Va començar en la música amb 8 anys, en un grup del seu poble, on tocava la trompeta. Als 19 anys, va començar a treballar en un banc luxemburguès. Poc després, va conèixer a Patrick Hippert, amb qui va formar el duo Skara Bray. El 1990, van treure el seu primer àlbum, anomenat New Blue.
El 1991, Sarah va representar a Luxemburg en el Festival de la Cançó d'Eurovisió, amb la cançó Un baiser volé (un petó robat). Sarah va acabar en la 14a posició amb 29 punts.